# 성북구의 행정 구역
성북구의 행정 구역은 39개의 법정동과 20개의 행정동으로 구성되어 있다. 성북구는 1949년 8월 13일 설치되었으며(동대문구 일부 지역과 고양군 숭인면 일부 지역 포함), 1988년 5월 1일 구단위 지방자치단체를 시행하여 자치구로 승격되었다. 성북구의 면적은 24.57km2이며, 서울시의 4.05%를 차지한다. 인구는 2012년 8월 1일을 기준으로 198,730 세대, 483,832명이다.

## 행정 구역
2012년 8월 1일 기준 성북구의 면적과 행정 구역 인구는 다음과 같다.
| 행정동    | 한자      | 면적  | 세대    | 인구    |
| --------- | --------- | ----- | ------- | ------- |
| 성북동    | 城北洞    | 2.86  | 8,722   | 19,203  |
| 삼선동    | 三仙洞    | 0.92  | 12,590  | 28,172  |
| 동선동    | 東仙洞    | 0.73  | 8,482   | 16,284  |
| 돈암제1동 | 敦岩第1洞 | 0.49  | 6,286   | 16,650  |
| 돈암제2동 | 敦岩第2洞 | 0.48  | 7,974   | 23,448  |
| 안암동    | 安岩洞    | 1.33  | 8,854   | 16,887  |
| 보문동    | 普門洞    | 0.56  | 6,746   | 14,189  |
| 정릉제1동 | 貞陵第1洞 | 0.44  | 7,653   | 20,350  |
| 정릉제2동 | 貞陵第2洞 | 1.17  | 9,526   | 24,593  |
| 정릉제3동 | 貞陵第3洞 | 3.71  | 7,985   | 17,887  |
| 정릉제4동 | 貞陵第4洞 | 3.13  | 10,896  | 28,025  |
| 길음제1동 | 吉音第1洞 | 0.79  | 12,863  | 37,222  |
| 길음2동   | 吉音第2洞 | 0.58  | 9,064   | 20,818  |
| 종암동    | 鍾岩洞    | 1.46  | 17,515  | 43,180  |
| 월곡제1동 | 月谷第1洞 | 0.81  | 11,075  | 29,142  |
| 월곡제2동 | 月谷第2洞 | 1.36  | 8,828   | 21,552  |
| 장위제1동 | 長位第1洞 | 0.70  | 10,390  | 26,236  |
| 장위제2동 | 長位第2洞 | 0.67  | 9,484   | 23,025  |
| 장위제3동 | 長位第3洞 | 0.65  | 7,949   | 19,223  |
| 석관동    | 石串洞    | 1.73  | 15,848  | 37,746  |
| 성북구    | 城北區    | 24.57 | 198,730 | 483,832 |

## 법정동

성북구의 법정동

| 행정동             | 법정동 | 설명 |
| ------------------ | --- | --- |
| 성북동             | 성북동(城北洞) | 조선 초부터 한성부(漢城府)에 속했으며, 갑오개혁 때 한성부 동서(東署) 숭신방(崇信坊) 동소문외계(東小門外契) 성북동이라 하였다. 1911년 경기도 경성부(京城府) 숭신면(崇信面) 성북동이었고, 1914년 경성부를 축소하면서 고양군 숭인면(崇仁面) 성북리(城北里)로 되었다. 1936년 경성부로 다시 편입되면서 성북정(城北町)으로 되었다가 1943년 구제를 처음 실시할 때 동대문구에 속하였다. 1946년 10월 9일 성북동으로 바뀌었고, 1949년 8월 13일 성북구 관할로 되었다. |
| 성북동             | 성북동1가(城北洞1街) | 조선 초부터 한성부(漢城府)에 속했으며, 갑오개혁 때 한성부 동서(東署) 숭신방(崇信坊) 동소문외계(東小門外契) 성북동이라 하였다. 1911년 경기도 경성부(京城府) 숭신면(崇信面) 성북동이었고, 1914년 경성부를 축소하면서 고양군 숭인면(崇仁面) 성북리(城北里)로 되었다. 1936년 경성부로 다시 편입되면서 성북정(城北町)으로 되었다가 1943년 구제를 처음 실시할 때 동대문구에 속하였다. 1946년 10월 9일 성북동으로 바뀌었고, 1949년 8월 13일 성북구 관할로 되었다. |
| 성북동             | 동소문동1가(東小門洞1街) | 1911년 경기도 경성부(京城府) 숭신면(崇信面) 돈암리 삼선평(三仙坪)이라 불리던 지역으로서, 1963년 돈암동 일부를 분리하여 법정동인 동소문동 1·2·3·4·5·6·7가를 설치하였다. |
| 성북동             | 동소문동4가(東小門洞4街) | 1911년 경기도 경성부(京城府) 숭신면(崇信面) 돈암리 삼선평(三仙坪)이라 불리던 지역으로서, 1963년 돈암동 일부를 분리하여 법정동인 동소문동 1·2·3·4·5·6·7가를 설치하였다. |
| 삼선동             | 동소문동2가(東小門洞2街) | 1911년 경기도 경성부(京城府) 숭신면(崇信面) 돈암리 삼선평(三仙坪)이라 불리던 지역으로서, 1963년 돈암동 일부를 분리하여 법정동인 동소문동 1·2·3·4·5·6·7가를 설치하였다. |
| 삼선동             | 동소문동3가(東小門洞3街) | 1911년 경기도 경성부(京城府) 숭신면(崇信面) 돈암리 삼선평(三仙坪)이라 불리던 지역으로서, 1963년 돈암동 일부를 분리하여 법정동인 동소문동 1·2·3·4·5·6·7가를 설치하였다. |
| 삼선동             | 동소문동5가(東小門洞5街) | 1911년 경기도 경성부(京城府) 숭신면(崇信面) 돈암리 삼선평(三仙坪)이라 불리던 지역으로서, 1963년 돈암동 일부를 분리하여 법정동인 동소문동 1·2·3·4·5·6·7가를 설치하였다. |
| 삼선동             | 삼선동1가(三仙洞1街) | 1963년 돈암동 일부를 분리하여 법정동인 삼선동 1·2·3·4·5가 및 동선동 1·2·3·4·5가를 설치하였다. |
| 삼선동             | 삼선동2가(三仙洞2街) | 1963년 돈암동 일부를 분리하여 법정동인 삼선동 1·2·3·4·5가 및 동선동 1·2·3·4·5가를 설치하였다. |
| 삼선동             | 삼선동3가(三仙洞3街) | 1963년 돈암동 일부를 분리하여 법정동인 삼선동 1·2·3·4·5가 및 동선동 1·2·3·4·5가를 설치하였다. |
| 삼선동             | 삼선동4가(三仙洞4街) | 1963년 돈암동 일부를 분리하여 법정동인 삼선동 1·2·3·4·5가 및 동선동 1·2·3·4·5가를 설치하였다. |
| 삼선동             | 삼선동5가(三仙洞5街) | 1963년 돈암동 일부를 분리하여 법정동인 삼선동 1·2·3·4·5가 및 동선동 1·2·3·4·5가를 설치하였다. |
| 동선동             | 동선동1가(東仙洞1街) | 1963년 돈암동 일부를 분리하여 법정동인 삼선동 1·2·3·4·5가 및 동선동 1·2·3·4·5가를 설치하였다. |
| 동선동             | 동선동2가(東仙洞2街) | 1963년 돈암동 일부를 분리하여 법정동인 삼선동 1·2·3·4·5가 및 동선동 1·2·3·4·5가를 설치하였다. |
| 동선동             | 동선동3가(東仙洞3街) | 1963년 돈암동 일부를 분리하여 법정동인 삼선동 1·2·3·4·5가 및 동선동 1·2·3·4·5가를 설치하였다. |
| 동선동             | 동선동4가(東仙洞4街) | 1963년 돈암동 일부를 분리하여 법정동인 삼선동 1·2·3·4·5가 및 동선동 1·2·3·4·5가를 설치하였다. |
| 동선동             | 동선동5가(東仙洞5街) | 1963년 돈암동 일부를 분리하여 법정동인 삼선동 1·2·3·4·5가 및 동선동 1·2·3·4·5가를 설치하였다. |
| 동선동             | 동소문동6가(東小門洞6街) | ↑ 위의 동소문동1~5가 설명으로 대신 |
| 동선동             | 동소문동7가(東小門洞7街) | ↑ 위의 동소문동1~5가 설명으로 대신 |
| 돈암제1동          | 돈암동(敦岩洞) | 조선시대 초부터 한성부(漢城府)에 속했으며, 갑오개혁 때 한성부 동서(東署) 숭신방(崇信坊) 동문외계(東門外契) 돈암리(敦岩里)라 하였다. 1911년 경기도 경성부(京城府) 숭신면(崇信面) 돈암리로 바뀌었고, 1914년 고양군 숭인면(崇仁面) 돈암리로 되었다. 1936년 경성부로 다시 편입되면서 돈암정(敦岩町) , 1943년 구제를 처음 실시할 때 동대문구에 속하였다. 1946년 10월 9일 돈암동으로 바뀌었고, 1949년 8월 13일 성북구 관할로 되었다. 1949년 돈암동 일부를 행정동인 동소문동, 동선동, 삼선동으로 분동하였고, 1963년 돈암동 일부를 분리하여 법정동인 동소문동 1·2·3·4·5·6·7가, 동선동 1·2·3·4·5가 및 삼선동 1·2·3·4·5가를 설치하였다. |
| 돈암제2동          | 돈암동(敦岩洞) | 조선시대 초부터 한성부(漢城府)에 속했으며, 갑오개혁 때 한성부 동서(東署) 숭신방(崇信坊) 동문외계(東門外契) 돈암리(敦岩里)라 하였다. 1911년 경기도 경성부(京城府) 숭신면(崇信面) 돈암리로 바뀌었고, 1914년 고양군 숭인면(崇仁面) 돈암리로 되었다. 1936년 경성부로 다시 편입되면서 돈암정(敦岩町) , 1943년 구제를 처음 실시할 때 동대문구에 속하였다. 1946년 10월 9일 돈암동으로 바뀌었고, 1949년 8월 13일 성북구 관할로 되었다. 1949년 돈암동 일부를 행정동인 동소문동, 동선동, 삼선동으로 분동하였고, 1963년 돈암동 일부를 분리하여 법정동인 동소문동 1·2·3·4·5·6·7가, 동선동 1·2·3·4·5가 및 삼선동 1·2·3·4·5가를 설치하였다. |
| 안암동             | 안암동1가(安岩洞1街) | 조선 초부터 한성부(漢城府)에 속했으며, 갑오개혁 때 한성부 동서(東署) 숭신방(崇信坊) 동문외계(東門外契) 궁리(宮里), 원리(園里)라고 하였다. 1911년 경기도 경성부(京城府) 숭신면(崇信面) 안암리(安岩里), 1914년 고양군 숭인면(崇仁面) 안암리가 되었다. 1936년 안암정(安岩町)으로 바뀌었고, 1943년 동대문구에 속하게 되었다. 1946년 10월 9일 다시 안암동으로 동명을 바꾼 뒤 1949년 8월 13일 성북구 관할로 됨과 동시에 1·2·3·4·5가로 분할되었다. |
| 안암동             | 안암동2가(安岩洞2街) | 조선 초부터 한성부(漢城府)에 속했으며, 갑오개혁 때 한성부 동서(東署) 숭신방(崇信坊) 동문외계(東門外契) 궁리(宮里), 원리(園里)라고 하였다. 1911년 경기도 경성부(京城府) 숭신면(崇信面) 안암리(安岩里), 1914년 고양군 숭인면(崇仁面) 안암리가 되었다. 1936년 안암정(安岩町)으로 바뀌었고, 1943년 동대문구에 속하게 되었다. 1946년 10월 9일 다시 안암동으로 동명을 바꾼 뒤 1949년 8월 13일 성북구 관할로 됨과 동시에 1·2·3·4·5가로 분할되었다. |
| 안암동             | 안암동3가(安岩洞3街) | 조선 초부터 한성부(漢城府)에 속했으며, 갑오개혁 때 한성부 동서(東署) 숭신방(崇信坊) 동문외계(東門外契) 궁리(宮里), 원리(園里)라고 하였다. 1911년 경기도 경성부(京城府) 숭신면(崇信面) 안암리(安岩里), 1914년 고양군 숭인면(崇仁面) 안암리가 되었다. 1936년 안암정(安岩町)으로 바뀌었고, 1943년 동대문구에 속하게 되었다. 1946년 10월 9일 다시 안암동으로 동명을 바꾼 뒤 1949년 8월 13일 성북구 관할로 됨과 동시에 1·2·3·4·5가로 분할되었다. |
| 안암동             | 안암동4가(安岩洞4街) | 조선 초부터 한성부(漢城府)에 속했으며, 갑오개혁 때 한성부 동서(東署) 숭신방(崇信坊) 동문외계(東門外契) 궁리(宮里), 원리(園里)라고 하였다. 1911년 경기도 경성부(京城府) 숭신면(崇信面) 안암리(安岩里), 1914년 고양군 숭인면(崇仁面) 안암리가 되었다. 1936년 안암정(安岩町)으로 바뀌었고, 1943년 동대문구에 속하게 되었다. 1946년 10월 9일 다시 안암동으로 동명을 바꾼 뒤 1949년 8월 13일 성북구 관할로 됨과 동시에 1·2·3·4·5가로 분할되었다. |
| 안암동             | 안암동5가(安岩洞5街) | 조선 초부터 한성부(漢城府)에 속했으며, 갑오개혁 때 한성부 동서(東署) 숭신방(崇信坊) 동문외계(東門外契) 궁리(宮里), 원리(園里)라고 하였다. 1911년 경기도 경성부(京城府) 숭신면(崇信面) 안암리(安岩里), 1914년 고양군 숭인면(崇仁面) 안암리가 되었다. 1936년 안암정(安岩町)으로 바뀌었고, 1943년 동대문구에 속하게 되었다. 1946년 10월 9일 다시 안암동으로 동명을 바꾼 뒤 1949년 8월 13일 성북구 관할로 됨과 동시에 1·2·3·4·5가로 분할되었다. |
| 보문동             | 보문동1가(普門洞1街) | 조선 초부터 한성부(漢城府)에 속했으며, 갑오개혁 때 한성부 동서(東署) 숭신방(崇信坊) 동문외계(東門外契) 신설동(新設洞)이라고 하였다. 1911년 경기도 경성부(京城府) 숭신면(崇信面) 신설계(新設契) 탑동(塔洞), 우선리(遇仙里)에서 1914년 고양군 숭인면(崇仁面) 신설리(新設里), 1936년 신설정(新設町)으로 되었고, 1943년 동대문구에 속하였다. 1946년 10월 9일 신설동으로 바뀌었다. 1955년 신설동에서 분리되어 법정동인 보문동 1·2·3·4·5·6·7가가 설치되었으며, 1975년 10월 1일 동대문구에서 성북구로 편입되었다. |
| 보문동             | 보문동2가(普門洞2街) | 조선 초부터 한성부(漢城府)에 속했으며, 갑오개혁 때 한성부 동서(東署) 숭신방(崇信坊) 동문외계(東門外契) 신설동(新設洞)이라고 하였다. 1911년 경기도 경성부(京城府) 숭신면(崇信面) 신설계(新設契) 탑동(塔洞), 우선리(遇仙里)에서 1914년 고양군 숭인면(崇仁面) 신설리(新設里), 1936년 신설정(新設町)으로 되었고, 1943년 동대문구에 속하였다. 1946년 10월 9일 신설동으로 바뀌었다. 1955년 신설동에서 분리되어 법정동인 보문동 1·2·3·4·5·6·7가가 설치되었으며, 1975년 10월 1일 동대문구에서 성북구로 편입되었다. |
| 보문동             | 보문동3가(普門洞3街) | 조선 초부터 한성부(漢城府)에 속했으며, 갑오개혁 때 한성부 동서(東署) 숭신방(崇信坊) 동문외계(東門外契) 신설동(新設洞)이라고 하였다. 1911년 경기도 경성부(京城府) 숭신면(崇信面) 신설계(新設契) 탑동(塔洞), 우선리(遇仙里)에서 1914년 고양군 숭인면(崇仁面) 신설리(新設里), 1936년 신설정(新設町)으로 되었고, 1943년 동대문구에 속하였다. 1946년 10월 9일 신설동으로 바뀌었다. 1955년 신설동에서 분리되어 법정동인 보문동 1·2·3·4·5·6·7가가 설치되었으며, 1975년 10월 1일 동대문구에서 성북구로 편입되었다. |
| 보문동             | 보문동4가(普門洞4街) | 조선 초부터 한성부(漢城府)에 속했으며, 갑오개혁 때 한성부 동서(東署) 숭신방(崇信坊) 동문외계(東門外契) 신설동(新設洞)이라고 하였다. 1911년 경기도 경성부(京城府) 숭신면(崇信面) 신설계(新設契) 탑동(塔洞), 우선리(遇仙里)에서 1914년 고양군 숭인면(崇仁面) 신설리(新設里), 1936년 신설정(新設町)으로 되었고, 1943년 동대문구에 속하였다. 1946년 10월 9일 신설동으로 바뀌었다. 1955년 신설동에서 분리되어 법정동인 보문동 1·2·3·4·5·6·7가가 설치되었으며, 1975년 10월 1일 동대문구에서 성북구로 편입되었다. |
| 보문동             | 보문동5가(普門洞5街) | 조선 초부터 한성부(漢城府)에 속했으며, 갑오개혁 때 한성부 동서(東署) 숭신방(崇信坊) 동문외계(東門外契) 신설동(新設洞)이라고 하였다. 1911년 경기도 경성부(京城府) 숭신면(崇信面) 신설계(新設契) 탑동(塔洞), 우선리(遇仙里)에서 1914년 고양군 숭인면(崇仁面) 신설리(新設里), 1936년 신설정(新設町)으로 되었고, 1943년 동대문구에 속하였다. 1946년 10월 9일 신설동으로 바뀌었다. 1955년 신설동에서 분리되어 법정동인 보문동 1·2·3·4·5·6·7가가 설치되었으며, 1975년 10월 1일 동대문구에서 성북구로 편입되었다. |
| 보문동             | 보문동6가(普門洞6街) | 조선 초부터 한성부(漢城府)에 속했으며, 갑오개혁 때 한성부 동서(東署) 숭신방(崇信坊) 동문외계(東門外契) 신설동(新設洞)이라고 하였다. 1911년 경기도 경성부(京城府) 숭신면(崇信面) 신설계(新設契) 탑동(塔洞), 우선리(遇仙里)에서 1914년 고양군 숭인면(崇仁面) 신설리(新設里), 1936년 신설정(新設町)으로 되었고, 1943년 동대문구에 속하였다. 1946년 10월 9일 신설동으로 바뀌었다. 1955년 신설동에서 분리되어 법정동인 보문동 1·2·3·4·5·6·7가가 설치되었으며, 1975년 10월 1일 동대문구에서 성북구로 편입되었다. |
| 보문동             | 보문동7가(普門洞7街) | 조선 초부터 한성부(漢城府)에 속했으며, 갑오개혁 때 한성부 동서(東署) 숭신방(崇信坊) 동문외계(東門外契) 신설동(新設洞)이라고 하였다. 1911년 경기도 경성부(京城府) 숭신면(崇信面) 신설계(新設契) 탑동(塔洞), 우선리(遇仙里)에서 1914년 고양군 숭인면(崇仁面) 신설리(新設里), 1936년 신설정(新設町)으로 되었고, 1943년 동대문구에 속하였다. 1946년 10월 9일 신설동으로 바뀌었다. 1955년 신설동에서 분리되어 법정동인 보문동 1·2·3·4·5·6·7가가 설치되었으며, 1975년 10월 1일 동대문구에서 성북구로 편입되었다. |
| 정릉제1동          | 정릉동(貞陵洞) | 조선 초부터 한성부(漢城府)에 속했으며, 갑오개혁 때 한성부 동서(東署) 숭신방(崇信坊) 동소문외계(東小門外契)의 소정릉동(小貞陵洞), 청수동(淸水洞), 손가정(孫哥亭)이라 하였다. 1911년 경기도 경성부(京城府) 숭신면(崇信面) 대정릉동, 소정릉동, 청수동, 손가정으로 부르다가 1914년 고양군 숭인면(崇仁面) 정릉리(貞陵里)로 되었다. 1949년 8월 13일 성북구 관할로 되었고, 1950년 정릉동으로 바뀌었다. |
| 정릉제2동          | 정릉동(貞陵洞) | 조선 초부터 한성부(漢城府)에 속했으며, 갑오개혁 때 한성부 동서(東署) 숭신방(崇信坊) 동소문외계(東小門外契)의 소정릉동(小貞陵洞), 청수동(淸水洞), 손가정(孫哥亭)이라 하였다. 1911년 경기도 경성부(京城府) 숭신면(崇信面) 대정릉동, 소정릉동, 청수동, 손가정으로 부르다가 1914년 고양군 숭인면(崇仁面) 정릉리(貞陵里)로 되었다. 1949년 8월 13일 성북구 관할로 되었고, 1950년 정릉동으로 바뀌었다. |
| 정릉제3동          | 정릉동(貞陵洞) | 조선 초부터 한성부(漢城府)에 속했으며, 갑오개혁 때 한성부 동서(東署) 숭신방(崇信坊) 동소문외계(東小門外契)의 소정릉동(小貞陵洞), 청수동(淸水洞), 손가정(孫哥亭)이라 하였다. 1911년 경기도 경성부(京城府) 숭신면(崇信面) 대정릉동, 소정릉동, 청수동, 손가정으로 부르다가 1914년 고양군 숭인면(崇仁面) 정릉리(貞陵里)로 되었다. 1949년 8월 13일 성북구 관할로 되었고, 1950년 정릉동으로 바뀌었다. |
| 정릉제4동          | 정릉동(貞陵洞) | 조선 초부터 한성부(漢城府)에 속했으며, 갑오개혁 때 한성부 동서(東署) 숭신방(崇信坊) 동소문외계(東小門外契)의 소정릉동(小貞陵洞), 청수동(淸水洞), 손가정(孫哥亭)이라 하였다. 1911년 경기도 경성부(京城府) 숭신면(崇信面) 대정릉동, 소정릉동, 청수동, 손가정으로 부르다가 1914년 고양군 숭인면(崇仁面) 정릉리(貞陵里)로 되었다. 1949년 8월 13일 성북구 관할로 되었고, 1950년 정릉동으로 바뀌었다. |
| 길음제1동          | 길음동(吉音洞) | 1975년 10월 1일 도봉구 미아동 일부가 성북구로 편입되면서 길음동으로 불리게 되었다. |
| 길음제2동          | 길음동(吉音洞) | 1975년 10월 1일 도봉구 미아동 일부가 성북구로 편입되면서 길음동으로 불리게 되었다. |
| 종암동             | 종암동(鍾岩洞) | 조선 초부터 한성부(漢城府)에 속했으며, 갑오개혁 때 한성부 동서(東署) 인창방(仁昌坊) 동문외계(東門外契) 대종암(大鍾岩), 소종암(小鍾岩)이라고 하였다. 1911년 경기도 경성부(京城府) 숭신면(崇信面) 대종암, 소종암이 되었고, 1914년 고양군 숭인면(崇仁面) 종암리(鍾岩里)로 바뀌었다. 1936년 경성부 종암정(鍾岩町)으로 되었고, 1943년 동대문구에 속하였다. 1946년 10월 9일 종암동으로 바뀌었고, 1949년 8월 13일 성북구 관할로 되었다. |
| 월곡제1동          | 하월곡동(下月谷洞) | 조선시대 초부터 한성부(漢城府)에 속했으며, 갑오개혁 때 한성부 동서(東署) 인창방(仁昌坊) 동소문외계(東小門外契) 월곡하리라고 하였다. 1911년 경기도 경성부(京城府) 인창면(仁昌面)에 속하였고, 1914년 고양군 숭인면(崇仁面) 월곡리(月谷里)로 바뀌었다. 1949년 8월 13일 성북구 관할로 되면서 상·하월곡리로 분리되었고, 1950년 하월곡동으로 바뀌었다. |
| 월곡제2동          | 하월곡동(下月谷洞) | 조선시대 초부터 한성부(漢城府)에 속했으며, 갑오개혁 때 한성부 동서(東署) 인창방(仁昌坊) 동소문외계(東小門外契) 월곡하리라고 하였다. 1911년 경기도 경성부(京城府) 인창면(仁昌面)에 속하였고, 1914년 고양군 숭인면(崇仁面) 월곡리(月谷里)로 바뀌었다. 1949년 8월 13일 성북구 관할로 되면서 상·하월곡리로 분리되었고, 1950년 하월곡동으로 바뀌었다. |
| 상월곡동(上月谷洞) | 조선시대에는 한성부(漢城府) 동부 숭신방(崇信坊)에 속했으며, 갑오개혁 때 한성부 동서(東署) 인창방(仁昌坊) 동소문외계(東小門外契) 월곡상리(月谷上里)라고 하였다. 1911년 경기도 경성부(京城府) 인창면(仁昌面) 상월곡리(上月谷里)로, 1914년 고양군 숭인면(崇仁面) 월곡리(月谷里)로 되었다. 1949년 8월 13일 성북구 관할로 되면서 상·하월곡리로 분리되었고, 1950년 상월곡동으로 바뀌었다. | |
| 장위제1동          | 장위동(長位洞) | 조선 초부터 한성부(漢城府)에 속했으며, 갑오개혁 때 한성부 동서(東署) 인창방(仁昌坊) 동소문외계(東小門外契) 장위리(長位里)라고 하였다. 1911년 경기도 경성부(京城府) 인창면(仁昌面) 장위리라고 하였고, 1914년 고양군 숭인면(崇仁面) 장위리로 되었다. 1949년 8월 13일 성북구 관할로 되었고 1950년에 장위동으로 바뀌었다. |
| 장위제2동          | 장위동(長位洞) | 조선 초부터 한성부(漢城府)에 속했으며, 갑오개혁 때 한성부 동서(東署) 인창방(仁昌坊) 동소문외계(東小門外契) 장위리(長位里)라고 하였다. 1911년 경기도 경성부(京城府) 인창면(仁昌面) 장위리라고 하였고, 1914년 고양군 숭인면(崇仁面) 장위리로 되었다. 1949년 8월 13일 성북구 관할로 되었고 1950년에 장위동으로 바뀌었다. |
| 장위제3동          | 장위동(長位洞) | 조선 초부터 한성부(漢城府)에 속했으며, 갑오개혁 때 한성부 동서(東署) 인창방(仁昌坊) 동소문외계(東小門外契) 장위리(長位里)라고 하였다. 1911년 경기도 경성부(京城府) 인창면(仁昌面) 장위리라고 하였고, 1914년 고양군 숭인면(崇仁面) 장위리로 되었다. 1949년 8월 13일 성북구 관할로 되었고 1950년에 장위동으로 바뀌었다. |
| 석관동             | 석관동(石串洞) | 조선 초부터 한성부(漢城府)에 속했으며, 갑오개혁 때 한성부 동서(東署) 인창방(仁昌坊) 동소문외계(東小門外契) 석관리(石串里)라고 하였다. 1911년 경기도 경성부(京城府) 인창면(仁昌面) 석관리, 1914년 고양군 숭인면(崇仁面) 석관리로 되었다. 1949년 8월 13일 성북구 관할로 되었고 1950년에 석관동으로 바뀌었다. |

## 연혁
- 1949년 8월 13일 동대문구 일부(돈암동, 안암동, 종암동, 성북동)와 경기도 고양군 숭인면(석관리, 장위리, 번리, 우이리, 수유리, 월곡리, 미아리, 정릉리)을 관할로 하여 새로운 구가 설치되었고[6], 성북구숭인출장소도 같은 날 설치되었다. 성북구숭인출장소의 관할 지역은 석관리, 장위리, 번리, 우이리, 수유리, 상월곡리, 하월곡리, 미아리, 정릉리였다.[11] 법정동인 안암동을 1·2·3·4·5가로 분할하고, 돈암동 일부를 행정동인 동소문동, 동선동 및 삼선동으로 분동하였다.
- 1950년 숭인출장소 소속 "리"가 모두 "동"으로 명칭이 바뀌었다.
- 1962년 12월 12일 경기도 양주군 노해면을 편입하였다.[12]

| 법률 제1172호                                                                      |                                                                             |
| 구 행정구역                                                                        | 신 행정구역                                                                 |
| 양주군 노해면 창리, 월계리, 쌍문리, 상계리, 중계리, 공릉리, 하계리, 도봉리, 방학리 | 성북구 창동, 월계동, 쌍문동, 상계동, 중계동, 공릉동, 하계동, 도봉동, 방학동 |
- 1963년 1월 1일 돈암동 일부를 분리하여 법정동인 동소문동 1·2·3·4·5·6·7가, 동선동 1·2·3·4·5가 및 삼선동 1·2·3·4·5가를 설치하였다.[4]
- 1973년 7월 1일 아래 도표와 같이 일부 행정구역이 새로 설치된 도봉구로 분리되었다.[13]

| 대통령령 제6548호                                                                                            |                                                                                               |
| 구 행정구역                                                                                                  | 신 행정구역                                                                                   |
| 성북구 미아동·번동·수유동·우이동·창동·월계동·쌍문동·상계동·중계동·도봉동·방학동·공릉동·하계동                | 도봉구 미아동·번동·수유동·우이동·창동·월계동·쌍문동·상계동·중계동·도봉동·방학동·공릉동·하계동 |
| (변동 없음) 성북구 성북동,동소문동,삼선동,동선동,돈암동,안암동,정릉동,종암동,상월곡동,하월곡동,장위동,석관동 |                                                                                               |
- 1975년 10월 1일 아래 도표와 같이 일부 행정구역이 성북구로 편입되었다.[8]

| 대통령령 제7816호                                                                                            |               |
| 구 행정구역                                                                                                  | 신 행정구역   |
| 동대문구 보문동1가, 보문동2가, 보문동3가, 보문동4가, 보문동5가, 보문동6가 및 보문동7가 일부                  | 성북구 보문동 |
| 도봉구 미아동 일부                                                                                           | 성북구 길음동 |
| (변동 없음) 성북구 성북동,동소문동,삼선동,동선동,돈암동,안암동,정릉동,종암동,상월곡동,하월곡동,장위동,석관동 |               |
- 2007년 12월 30일 성북1동과 성북2동, 동소문동 일부를 성북동으로, 삼선1동과 삼선2동, 동소문동 일부를 삼선동으로, 동선1동과 동선2동을 동선동으로, 길음2동을 길음1동으로, 종암1동과 종암2동을 종암동으로, 석관1동과 석관2동을 석관동으로, 월곡3동과 4동을 월곡1동으로, 상월곡동을 월곡2동으로 합동하고 길음3동을 길음2동으로 개칭하였다.[14]